# Jerzy Skolimowski
 Ikke at forveksle med Jerzy Skolimowski (roer).
Jerzy Skolimowski (født 5. maj 1938 i Łódź) er en polsk filminstruktør, manuskriptforfatter og skuespiller.

## Udvalgt filmografi
Som instruktør
- Le départ (1967)
- Le avventure di Gerard (1970)
- Konge-dame-knægt (1972)
- Skriget (1978)
- The lightship (1985)
- Cztery noce z Anna (2008)
- Essential killing (2010)

Som manuskriptforfatter
- Kniven i vandet (1962)

Som skuespiller
- Mars Attacks! (1996)
- The Avengers (2012)